# Амальрик, Леонид Алексеевич
Леони́д Алексе́евич Ама́льрик (25 июня (8 июля) 1905, Москва — 22 октября 1997, там же) — советский режиссёр и художник-мультипликатор. Заслуженный деятель искусств РСФСР (1965).

## Биография
Родился в Никольском переулке в Москве в семье инспектора страхового общества «Россия», коллекционера и знатока искусства. В 1921 году учился в Опытной показательной школе Московского отдела Народного образования. Среди одноклассников были будущий известный фотограф Г. А. Зельма, театральный режиссёр Л. В. Варпаховский.
Умея рисовать и увлёкшись кино, в 1925 году поступил на художественный факультет Государственного техникума кинематографии, который окончил в 1928 году с дипломом художника-декоратора. C 1926 года работал на киностудии «Межрабпом-Русь» помощником декоратора у режиссёров Абрама Роома и Всеволода Пудовкина.
В 1928 году поступил художником-мультипликатором на киностудию «Госвоенкино», где работал вместе с Юрием Меркуловым, в частности, делал мультипликационные вставки для картины «Первая Конная» (1929).
В начале 1930-х годов перешёл на киностудию «Межрабпомфильм». К середине 1930-х стал известным мультипликатором Москвы. В 1935 году вместе с женой перешёл на киностудию «Мосфильм» и в 1936 году — на новообразованную киностудию «Союзмультфильм». Вначале работал в жанре политической сатиры, затем вместе в Владимиром Полковниковым увлёкся современной сказкой. В 1939 году поставил один из первых цветных мультипликационных фильмов — «Лимпопо».
Несмотря на эвакуацию осенью 1941 года части «Союзмультфильма» в Самарканд, остался в Москве и выступил одним из инициаторов съёмок мультипликационного сатирического плаката «Киноцирк» (1942). В конце 1941 года был призван в Красную армию, в звании лейтенант служил в 425 отдельном пулемётном артиллерийском батальоне 956 стрелкового полка. На студии «Воентехфильм» работал над инструктивными мультипликационными картинами («Немецкая оборона и её преодоление» и другие).
По окончании войны возобновилось их сотрудничество с Полковниковым. Первой самостоятельной работой стал снятый в 1954 году фильм «Стрела улетает в сказку». В творчестве Амальрик неоднократно обращался к сатирическому жанру для взрослой аудитории. Ко многим его фильмам музыку писал Никита Богословский.
В 1971 году вышел на пенсию.
Скончался 22 октября 1997 года в Москве. Похоронен на Пятницком кладбище.

### Семья
- прадед по отцовской линии — Жан Амальрик, прибыл в Москву в середине XIX века из Авиньона, владел кружевной мануфактурой, погиб вместе с женой во время пожара, спасся лишь четырёхлетний сын Жан, он же Иван Амальрик[16];
- дед — Иван Иванович Амальрик, воспитанник французской колонии в Москве, работал мастером на фабрике Товарищества ситцевой мануфактуры Альберта Гюбнера, был женат на дочери купца 1-й гильдии Сергея Белкина, имел четырёх детей; среди них Сергей, дед диссидента Андрея Амальрика[16], и Алексей;
- отец — Алексей Иванович Амальрик, кандидат коммерции, почётный гражданин Москвы[6];
- мать — Анна Михайловна Амальрик;
- жена — Надежда Михайловна Привалова (1908—1976), художник, работала с мужем над большинством его мультфильмов[17].

## Фильмография
Режиссёр
- 1932 — Блэк энд уайт (совместно с И. Ивановым-Вано)
- 1936 — Колобок (совместно с В. Сутеевым)
- 1938 — Журнал Политсатиры № 1 (не сохранился; в соавторстве)
- 1939 — Лимпопо (совместно с В. Полковниковым)
- 1939 — Победный маршрут (совместно с Д. Бабиченко, В. Полковниковым)
- 1941 — Бармалей (совместно с В. Полковниковым)
- 1942 — Киноцирк (совместно с О. Ходатаевой)
- 1946 — Павлиний хвост (совместно с В. Полковниковым)
- 1948 — Серая шейка (совместно с В. Полковниковым)
- 1949 — Кукушка и скворец (совместно с В. Полковниковым)
- 1950 — Крепыш (совместно с В. Полковниковым)
- 1951 — Высокая горка (совместно с В. Полковниковым)
- 1953 — Волшебный магазин (совместно с В. Полковниковым)
- 1954 — Стрела улетает в сказку
- 1955 — Снеговик-почтовик
- 1956 — Кораблик
- 1958 — Кошкин дом
- 1959 — Три дровосека
- 1960 — Разные колёса
- 1960 — Непьющий воробей. Сказка для взрослых
- 1961 — Семейная хроника
- 1962 — Две сказки
- 1963 — Бабушкин козлик
- 1964 — Дюймовочка
- 1966 — Про бегемота, который боялся прививок
- 1967 — Сказки для больших и маленьких
- 1968 — Хочу бодаться!
- 1969 — Девочка и слон
- 1971 — Терем-теремок

Сценарист
- 1938 — Журнал Политсатиры № 1 — (не сохранился; в соавторстве)
- 1942 — Киноцирк — (в соавторстве)
- 1946 — Павлиний хвост — (совместно с В. Полковниковым)

Художник
- 1931 — Улица поперёк / Сон транспортного чиновника (в соавторстве)
- 1934 — Клякса в Арктике (не сохранился)
- 1935 — Клякса — парикмахер (не сохранился; в соавторстве)
- 1937 — Шумное плавание
- 1939 — Лимпопо
- 1941 — Бармалей (совместно с В. Полковниковым)
- 1942 — Киноцирк (совместно с О. Ходатаевой)
- 1944 — Синдбад-Мореход

Художник-мультипликатор
- 1928 — Приключения Братишкина (не сохранился)
- 1928 — Первая конная (не сохранился)
- 1934 — Царь Дурандай
- 1938 — Трудолюбивый петушок и беспечные мышки
- 1938 — Почему у носорога шкура в складках
- 1938 — Сказка про Емелю

## Награды и звания
- заслуженный деятель искусств РСФСР (26 ноября 1965)[18][19];
- «Серая шейка»:
  - приз на II МКФ в Готвальдове (1948)[9];
  - премия за лучший анимационный фильм для детей на IV МКФ в Марианских Лазнях (ЧССР; 1949)[20];
  - приз «Мраморная ваза» на Международном кинофестивале в Бомбее (1952);
- «Кукушка и скворец» — 1950 — Почётный диплом на V Международном кинофестивале в Карловых Варах (ЧССР);
- «Волшебный магазин» — диплом на V Международном фестивале фильмов для детей и юношества в Венеции (1953);
- «Снеговик-почтовик» — диплом на X МКФ в Эдинбурге (1956);
- «Кораблик» — диплом на I Британском кинофестивале в Лондоне (Фестиваль фестивалей; 1957);
- «Кошкин дом» — первая премия «Серебряный Георгий» на X Международном фестивале фильмов для детей и юношества в Венеции (1958)[20];
- «Про бегемота, который боялся прививок» — приз на II Международном фестивале детских фильмов в Тегеране (1967);

## Комментарии
1. ↑  Все документы Л. А. Амальрика были утрачены при обрушении его дома в результате июльской бомбёжки Москвы в июле 1941 года, сделавшее невозможным отъезд в эвакуацию[13].
2. ↑  В Энциклопедии отечественной мультипликации под редакцией С. Капкова (2006) указаны ошибочные дата, год рождения и день смерти — 21 октября[8].